# (5873) Archilochos
(5873) Archilochos (1989 SB3) – planetoida z pasa głównego asteroid okrążająca Słońce w ciągu 3,26 lat w średniej odległości 2,2 j.a. Odkryta 26 września 1989 roku.